# Хороща
Хороща (бел. Харошча) — деревня в Ивацевичском районе Брестской области Белоруссии. Входит в состав Милейковского сельсовета. Население — 54 человека (2019).

## География
Деревня находится в 9 км к северо-востоку от города Коссово и в 12 км к северо-западу от города Ивацевичи, в 5 км к северу от деревни проходит граница с Гродненской областью. Деревня стоит на левом берегу одноимённой реки (бассейн Немана). Гривда связана местной дорогой с деревней Гривда, а через неё с Коссово.

## История
Первые письменные упоминание о деревне датируются серединой XVI века. После административно-территориальной реформы середины XVI века в Великом княжестве Литовском входила в состав Слонимского повета Новогрудского воеводства.
В XVI веке принадлежала роду Андрушевичей, в XVII веке имение перешло во владение Степана Кинджижевского, потом — Марины Халецкой.
После третьего раздела Речи Посполитой (1795 год) в составе Российской империи, с 1801 года Хороща принадлежала Слонимскому уезду Гродненской губернии.
Во второй половине XIX века Халецкие выстроили в имении деревянный усадебный дом и заложили пейзажный парк.
Согласно Рижскому мирному договору (1921) деревня вошла в состав межвоенной Польши, где принадлежала Косовскому повету Полесского воеводства. С 1939 года в составе БССР.
Усадебный дом и прочие постройки частично погибли во время Великой Отечественной войны, частично были разобраны в послевоенное время. От усадьбы сохранились лишь остатки парка.